# Armadillo de los Infante
Armadillo de los Infante è una municipalità dello stato di San Luis Potosí, nel Messico centrale, capoluogo della omonima municipalità.
Conta 4.436 abitanti (2010) e ha una estensione di 610,51 km².